# Ультрафиолетовая литография
Ультрафиолетовая литография (англ. ultraviolet lithography) — субмикронная технология, используемая для изготовления полупроводниковых микросхем; один из подвидов литографического процесса с экспонированием фоторезиста «глубоким» (deep ultra violet — DUV) или сверхжёстким (экстремальным, extreme ultra violet — EUV) ультрафиолетовым излучением.

## Описание
Ультрафиолетовое излучение с длиной волны 248 нм («глубокий» ультрафиолет) позволяет применять шаблоны с минимальной шириной проводников 100 нм. Рисунок схемы задаётся ультрафиолетовым излучением, которое проходит через маску и фокусируется специальной системой линз, уменьшающей заданный на маске рисунок до микроскопических размеров схемы. Кремниевая пластина перемещается под системой линз так, чтобы были последовательно обработаны все размещённые на пластине микропроцессоры. Ультрафиолетовые лучи проходят через свободные пространства на маске. Под их действием светочувствительный позитивный слой в соответствующих местах пластины становится растворимым и удаляется органическими растворителями. Максимальное разрешение, достигаемое при использовании «глубокого» ультрафиолета, составляет 50-60 нм.
Сверхжёсткое (экстремальное) ультрафиолетовое излучение (EUV) с длиной волны около 13,5 нм по сравнению с «глубоким» ультрафиолетом обеспечивает почти 20-кратное уменьшение длины волны до величины, сопоставимой с толщиной слоя в несколько десятков атомов. EUV-литография делает возможной печать линий шириной до 30 нм и формирование элементов структуры электронных микросхем размером менее 45 нм. EUV-литография предполагает использование систем специальных выпуклых зеркал, которые уменьшают и фокусируют изображение, полученное после применения маски. Такие зеркала представляют собой наногетероструктуры и содержат до 80 отдельных металлических слоев (каждый толщиной примерно в 12 атомов), благодаря чему они не поглощают, а отражают сверхжёсткое ультрафиолетовое излучение.